# John Plaster
Pour les articles homonymes, voir Plaster.
John L. Plaster (né en 1949) est un officier des Special Forces de l'armée américaine, considéré comme l'un des meilleurs experts mondiaux en tir d'élite (sniper).
Ancien combattant décoré de la guerre du Vietnam ayant servi au sein du Military Assistance Command, Vietnam – Studies and Observations Group (MACV-SOG), Plaster a cofondé une école de tir réputée qui forme le personnel militaire et des forces de l'ordre à des tactiques de tir hautement spécialisées.
Il est l'auteur de The Ultimate Sniper: An Advanced Training Manual for Military and Police Snipers (en), The History of Sniping and Sharpshooting et Secret Commandos: Behind Enemy Lines with the Elite Warriors of SOG, un mémoire relatant ses trois années de service au sein du SOG.